# Lycoprosopa
Lycoprosopa is een vliegengeslacht uit de familie van de roofvliegen (Asilidae).

## Soorten
- L. atrimaculata (Hobby, 1934)